# Chevrières (Loira)
Chevrières és un municipi francès situat al departament del Loira i a la regió d'Alvèrnia-Roine-Alps. L'any 2007 tenia 1.013 habitants.

## Demografia

### Població
El 2007 la població de fet de Chevrières era de 1.013 persones. Hi havia 325 famílies de les quals 66 eren unipersonals (39 homes vivint sols i 27 dones vivint soles), 86 parelles sense fills, 169 parelles amb fills i 4 famílies monoparentals amb fills.
La població ha evolucionat segons el següent gràfic:
Habitants censats

### Habitatges
El 2007 hi havia 430 habitatges, 350 eren l'habitatge principal de la família, 56 eren segones residències i 24 estaven desocupats. 409 eren cases i 20 eren apartaments. Dels 350 habitatges principals, 294 estaven ocupats pels seus propietaris, 53 estaven llogats i ocupats pels llogaters i 3 estaven cedits a títol gratuït; 22 tenien dues cambres, 44 en tenien tres, 91 en tenien quatre i 193 en tenien cinc o més. 285 habitatges disposaven pel capbaix d'una plaça de pàrquing. A 129 habitatges hi havia un automòbil i a 201 n'hi havia dos o més.

### Piràmide de població
La piràmide de població per edats i sexe el 2009 era:
| Homes | Edats   | Dones |
| ----- | ------- | ----- |
| 0     | 95 o +  | 0     |
| 4     | 90 a 94 | 8     |
| 8     | 85 a 89 | 4     |
| 0     | 80 a 84 | 8     |
| 4     | 75 a 79 | 16    |
| 20    | 70 a 74 | 12    |
| 32    | 65 a 69 | 16    |
| 8     | 60 a 64 | 16    |
| 8     | 55 a 59 | 16    |
| 20    | 50 a 54 | 20    |
| 48    | 45 a 49 | 32    |
| 12    | 40 a 44 | 28    |
| 36    | 35 a 39 | 12    |
| 56    | 30 a 34 | 32    |
| 28    | 25 a 29 | 52    |
| 12    | 20 a 24 | 12    |
| 48    | 15 a 19 | 12    |
| 24    | 10 a 14 | 24    |
| 36    | 5 a 9   | 40    |
| 24    | 0 a 4   | 68    |

## Economia
El 2007 la població en edat de treballar era de 603 persones, 470 eren actives i 133 eren inactives. De les 470 persones actives 460 estaven ocupades (255 homes i 205 dones) i 10 estaven aturades (4 homes i 6 dones). De les 133 persones inactives 52 estaven jubilades, 43 estaven estudiant i 38 estaven classificades com a «altres inactius».

### Ingressos
El 2009 a Chevrières hi havia 363 unitats fiscals que integraven 1.047 persones, la mediana anual d'ingressos fiscals per persona era de 16.923 €.

### Activitats econòmiques
Dels 34 establiments que hi havia el 2007, 1 era d'una empresa extractiva, 1 d'una empresa alimentària, 2 d'empreses de fabricació d'altres productes industrials, 10 d'empreses de construcció, 3 d'empreses de comerç i reparació d'automòbils, 2 d'empreses de transport, 3 d'empreses d'hostatgeria i restauració, 4 d'empreses de serveis, 3 d'entitats de l'administració pública i 5 d'empreses classificades com a «altres activitats de serveis».
Dels 17 establiments de servei als particulars que hi havia el 2009, 1 era una oficina de correu, 1 taller de reparació d'automòbils i de material agrícola, 1 paleta, 3 guixaires pintors, 4 fusteries, 1 lampisteria, 1 electricista, 3 perruqueries, 1 restaurant i 1 saló de bellesa.
L'únic establiment comercial que hi havia el 2009 era una fleca.
L'any 2000 a Chevrières hi havia 39 explotacions agrícoles que ocupaven un total de 899 hectàrees.

## Equipaments sanitaris i escolars
El 2009 hi havia una escola elemental.

## Poblacions més properes
El següent diagrama mostra les poblacions més properes.